# Hogan (Name)
Hogan ist ein irischer bzw. englischer Vor- und Familienname. Von Irisch Ó hÓgáin ("Nachkomme Ógán"). Der Name Ógán kommt von óg ("jung") her.

## Namensträger

### A
- Alfredo Possolo Hogan (1830–1865), portugiesischer Schriftsteller

### B
- Barbara Hogan (* 1952), südafrikanische Anti-Apartheid-Aktivistin und Politikerin
- Ben Hogan (1912–1997), US-amerikanischer Golfspieler
- Bosco Hogan (* 1949), irischer Schauspieler
- Brian Hogan (1932–1996), britischer Rechtswissenschaftler
- Brigid Hogan-O’Higgins (1932–2022), irische Politikerin
- Brooke Hogan (* 1988), US-amerikanische Sängerin
- Bryan Hogan (* 1988), US-amerikanischer Eishockeyspieler

### C
- Carlos Alberto Hogan y Costa (1913–1985), argentinischer Diplomat
- Chuck Hogan (* 1968), US-amerikanischer Schriftsteller
- Chris Hogan (* 1987), US-amerikanischer American-Football-Spieler
- Christine Hogan, kanadische Politikerin
- Cruz Hogan (* 1994), australischer Speerwerfer

### D
- David Hogan (Komponist) (1949–1996), US-amerikanischer Komponist
- David Hogan (Regisseur), US-amerikanischer Regisseur
- David Hogan (Softwareentwickler), Softwareentwickler
- David Hogan (Badminton), irischer Badmintonspieler
- David Hogan (Snookerspieler) (* 1988), irischer Snookerspieler
- David Glenn Hogan, US-amerikanischer Regisseur
- Dennis Hogan, amerikanischer Soziologe
- Desmond Hogan (* 1950), irischer Schriftsteller

### E
- Earl Hogan (1920–2007), US-amerikanischer Politiker
- Edmond Hogan (1883–1964), australischer Politiker und Premier von Victoria
- Edmund Hogan (1831–1917), irischer Historiker, Sprachwissenschaftler und Theologe

### G
- Gabriel Hogan (* 1973), kanadischer Schauspieler
- Gerard Hogan, irischer Richter
- Granville T. Hogan (1929–2004), US-amerikanischer Jazzschlagzeuger

### H
- Hector Hogan (1931–1960), australischer Leichtathlet
- Henry Hogan (1909–1993), britischer Offizier der Luftstreitkräfte des Vereinigten Königreichs, Generalmajor
- Hulk Hogan (1953–2025), US-amerikanischer Wrestler und Schauspieler

### J
- Jack Hogan (1929–2023), US-amerikanischer Schauspieler
- James Hogan, bekannt als Jimmy Hogan (1882–1974), englischer Fußballspieler und -trainer
- James Hogan (Geschäftsmann) (* 1956), australischer Geschäftsmann
- James Joseph Hogan, bekannt als Jim Hogan (1933–2015), irisch-britischer Langstreckenläufer
- James P. Hogan (Regisseur) (1890–1943), US-amerikanischer Filmregisseur
- James P. Hogan (Schriftsteller) (1941–2010), britischer Science-Fiction-Schriftsteller
- John Hogan (Bildhauer) (1800–1858), irischer Bildhauer
- John Hogan (Politiker) (1805–1892), US-amerikanischer Politiker
- John Hogan (Manager) (1944–2021), australischer Manager
- John Hogan (Mathematiker), britischer Mathematiker
- John Baptist Hogan (1829–1901), irisch-französischer Theologe
- John Forest Hogan (1895–1962), britischer Ordensgeistlicher, römisch-katholischer Bischof von Bellary
- John Joseph Hogan (1829–1913), irischstämmiger, US-amerikanischer römisch-katholischer Bischof
- John W. Hogan (1853–1926), US-amerikanischer Jurist
- Joseph Lloyd Hogan (1916–2000), Bischof von Rochester
- Joseph M. Hogan (* 1957), amerikanischer Manager
- J. Paul Hogan (1919–2012), US-amerikanischer Chemiker und Erfinder

### K
- Kate Hogan (* 1957), US-amerikanische Politikerin

### L
- Larry Hogan (Theologe) (* 1942), Theologe und Hochschullehrer
- Larry Hogan (Politiker) (* 1956), US-amerikanischer Politiker (Republikaner)
- Lawrence Hogan (1928–2017), US-amerikanischer Politiker

### M
- Mark Anthony Hogan (1931–2017), US-amerikanischer Politiker
- Michael Hogan (Politiker) (1872–1943), kanadischer Politiker
- Michael Hogan (Footballspieler) (1896–1920), irischer Gaelic-Football-Spieler
- Michael Hogan (Drehbuchautor) (1899–1977), britischer Drehbuchautor und Schauspieler
- Michael Hogan (Schauspieler, 1949) (* 1949), kanadischer Schauspieler
- Michael J. Hogan (1871–1940), US-amerikanischer Politiker
- Moses Hogan (1957–2003), US-amerikanischer Komponist, Arrangeur, Pianist und Dirigent

### N
- Niall Hogan (* 1971), irischer Rugby-Union-Spieler

### P
- P. J. Hogan (* 1962), australischer Filmregisseur und Drehbuchautor
- Patrick Hogan (Politiker, 1885) (1885–1969), irischer Politiker
- Patrick Hogan (Politiker, 1907) (1907–1972), irischer Politiker
- Patti Hogan (* 1949), US-amerikanische Tennisspielerin
- Paul Hogan (* 1939), australischer Schauspieler
- Phil Hogan (* 1960), irischer Politiker

### S
- Susan Hogan (* 1948), kanadische Schauspielerin

### R
- Robert Hogan (Schriftsteller) (1908–1998), US-amerikanischer Autor
- Robert Hogan (Schauspieler) (1933–2021), US-amerikanischer Schauspieler
- Robert Hogan (Psychologe) (* 1937), amerikanischer Psychologe

### T
- Tiffany Lott-Hogan (* 1975), US-amerikanische Siebenkämpferin
- Timothy Sylvester Hogan (1864–1926), US-amerikanischer Jurist und Politiker

### V
- Victor Hogan (* 1989), südafrikanischer Diskuswerfer

### W
- William Hogan (1792–1874), US-amerikanischer Jurist und Politiker

## Vorname oder Spitzname
- Hogan Ephraim (* 1988), englischer Fußballspieler
- Hogan Wharton (Robert Glen Wharton; 1935–2008), US-amerikanischer American-Football-Spieler